# Lumpy Jaw Disease des Kängurus

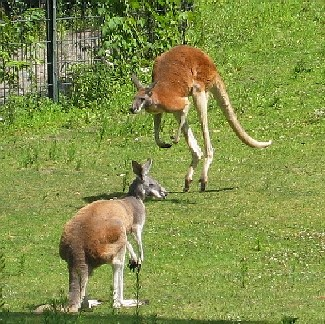
Rote Riesenkängurus in Zoohaltung

Die Lumpy Jaw Disease des Kängurus, auch bekannt als Nekrobazillose-Komplex, Stomatitis diphteroidea oder einfach Kängurukrankheit, ist ein vor allem bei in Gefangenschaft gehaltenen Kängurus vorkommendes Entzündungssyndrom, welches sich vor allem im Hals- und Kopfbereich auswirkt und dort eitrige Nekrosen hervorruft. Es  stellt die häufigste und verlustreichste Känguru-Krankheit in zoologischen Gärten dar.

## Ursachen und Erreger

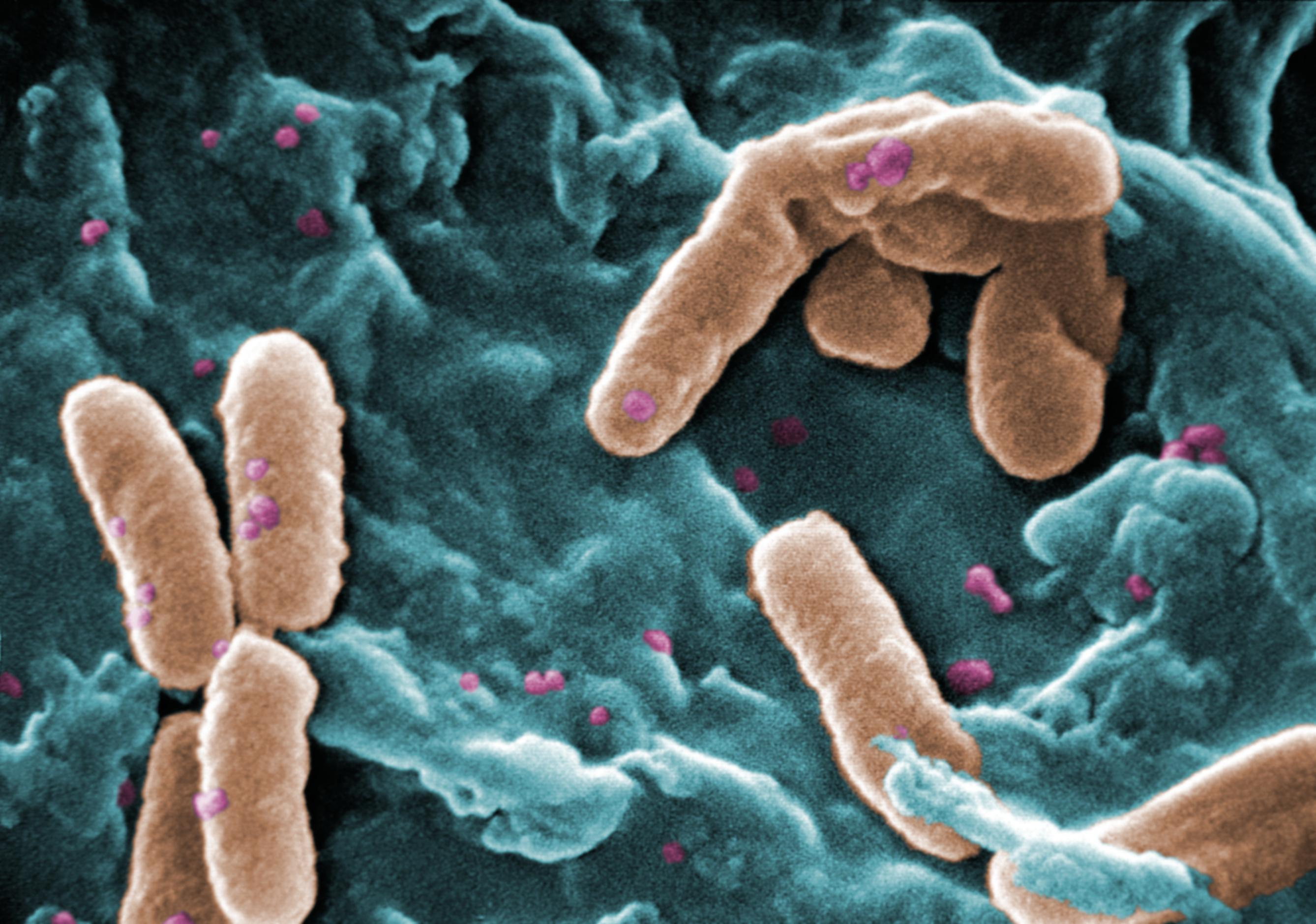
Pseudomonas aeruginosa als potentieller Sekundärerreger

Lumpy Jaw kann von einer Reihe unterschiedlicher opportunistischer Erreger ausgelöst werden, die durch Wunden in der Mundschleimhaut der betroffenen Kängurus eindringen. Es handelt sich entsprechend meist um Mischinfektionen aus mehreren Primärerregern wie Fusobacterium necrophorum und Actinomyces spec. sowie seltener Bacteroides spec. und Nocardia macropodidarum. Als Sekundärerreger siedeln sich weitere Bakterien, vor allem Arcanobacterium pyogenes, Escherichia coli, Pseudomonaden, Proteus vulgaris sowie verschiedene Strepto- und Mikrokokken an.
Die Entzündung wird vor allem durch Stressfaktoren begünstigt, beispielsweise durch Fangaktionen oder auch durch eine Überbesiedelung der Gehege („Overcrowding“). Als zusätzliche verstärkende Faktoren kommen Vitaminmangel der Vitamine A und C und eine Fehlernährung mit einem hohen Anteil an Proteinen sowie einem geringen Raufutteranteil hinzu, die zu einer Übersäuerung (metabolische Azidose) und Mikroläsionen der Mundschleimhaut und der Zahnfächer führen. Diese entzünden sich, die Entzündung kann auf den darunter liegenden Knochen übergreifen und sich dort ausbreiten.

## Symptome
Die schwere Kieferentzündung wird häufig erst im fortgeschrittenen Stadium erkannt, bei vielen Tieren erfolgt die Diagnose auch erst nach dem Tod des Tieres. Erste Anzeichen sind ein strenger, faulig-kariöser Mundgeruch (Foetor ex ore) sowie Kau- und Schluckbeschwerden, die mit einem sehr häufigen Kopfschütteln einhergehen. Es kommt zudem zu einem erhöhten Speichelfluss sowie einer durch die Entzündung hervorgerufenen Schwellung der betroffenen Gesichtshälfte. Bei fortschreitender Entzündung kommt es zu einer Verstärkung des Nasenausflusses und einer Bindehautentzündung des Auges (Konjunktivitis). Im sehr weit fortgeschrittenen Stadium wird das Tier apathisch und magert zunehmend ab, im Mund und der Kaumuskulatur bilden sich Fisteln und Abszesse.
Zu den pathologisch-anatomischen Veränderungen im Zuge der Entzündung gehören stark eiternde und nekrotische Läsionen der Mundschleimhaut, akute Zahnfleischentzündungen (Gingivitis), Entzündungen der Zahnhöhle (Alveolitis) und Nasennebenhöhlenentzündungen (Sinusitis). Im weiteren Verlauf entzündet sich das Knochenmark (Osteomyelitis) und es kommt zu einer Zersetzung der Unterkieferknochenäste (Osteolyse).
Neben der Kieferentzündung kommt es in der Folge häufig zu weiteren Erkrankungen, die durch eine Verschleppung der Erreger in andere Organsysteme bedingt ist. Dabei handelt es sich vor allem um die Lungenentzündung (sekundäre Bronchopneumonie) oder auch Entzündungen der Hirnhäute (Meningitis) über den Sehnerv (Nervus opticus), der Leber (Hepatitis) und anderer Bereiche des Magen-Darm-Trakts.

## Diagnose
Die Diagnose erfolgt vor allem über die Verhaltensänderungen des betroffenen Tieres sowie der erkennbaren Erkrankungssymptome. Über einen Abstrich der Mundschleimhaut sowie Eiterproben können Erreger identifiziert werden, der Nachweis selbiger ist allerdings technisch aufwendig und hat nur begrenzte Aussagekraft, da viele der potentiellen Erreger auch zur normalen Mundflora des Kängurus gehören und entsprechend auch bei gesunden Tieren nachweisbar sind.

## Behandlung und Prävention
Die Behandlung erfolgt vor allem durch eine operative Entfernung der entstehenden Weichteilgranulome sowie durch eine Breitbandbehandlung mit Antibiotika, vor der im Regelfall aufgrund des großen Spektrums an potentiellen Erregern ein Antibiogramm erfolgt. In den meisten Fällen werden Kombinationen von Penicillin, Tetracycline und Streptomycin genutzt. Auch Dimetridazol und Tylosin wurden erfolgreich eingesetzt. Die Prognose ist allerdings im Regelfall durch die bei der Diagnose meist schon sehr weit fortgeschrittene Entzündung ungünstig.
Zur Prävention werden bei der Haltung von Kängurus vor allem geringe Besatzdichten sowie eine konsequente Haltungshygiene gefordert. Hinzu kommt die adäquate Ernährung durch Futtermittel mit einem hohen Raufutteranteil sowie hinreichend Vitamin A und C.

## Epidemiologie
Die Kängurukrankheit wird vor allem bei in Gefangenschaft gehaltenen Kängurus beobachtet und stellt die häufigste und verlustreichste Känguru-Krankheit in zoologischen Gärten dar. Sie wurde allerdings auch bei Tieren in freier Wildbahn beobachtet. Eine Häufung wurde dabei vor allem beim Roten Riesenkänguru (Macropus rufus) festgestellt, seltener ist die Krankheit beim Bennett-Känguru (Macropus rufogriseus) und bei den Grauen Riesenkängurus (Macropus giganteus und Macropus fuliginosus).